# 白石ノ鼻
白石ノ鼻（しらいしのはな）は、愛媛県松山市にある岬。瀬戸内海。斎灘に面している。

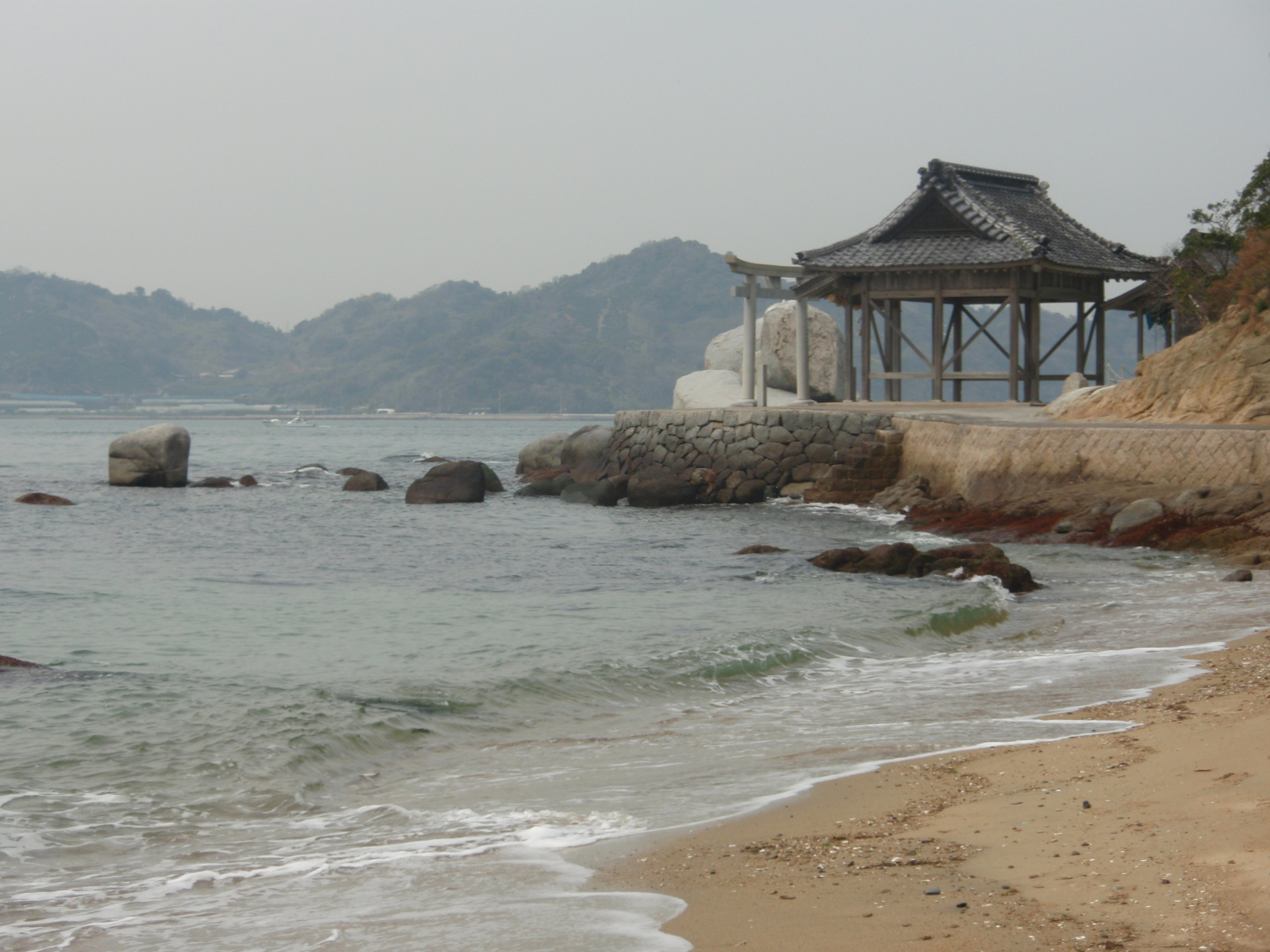
白石ノ鼻と龍神社

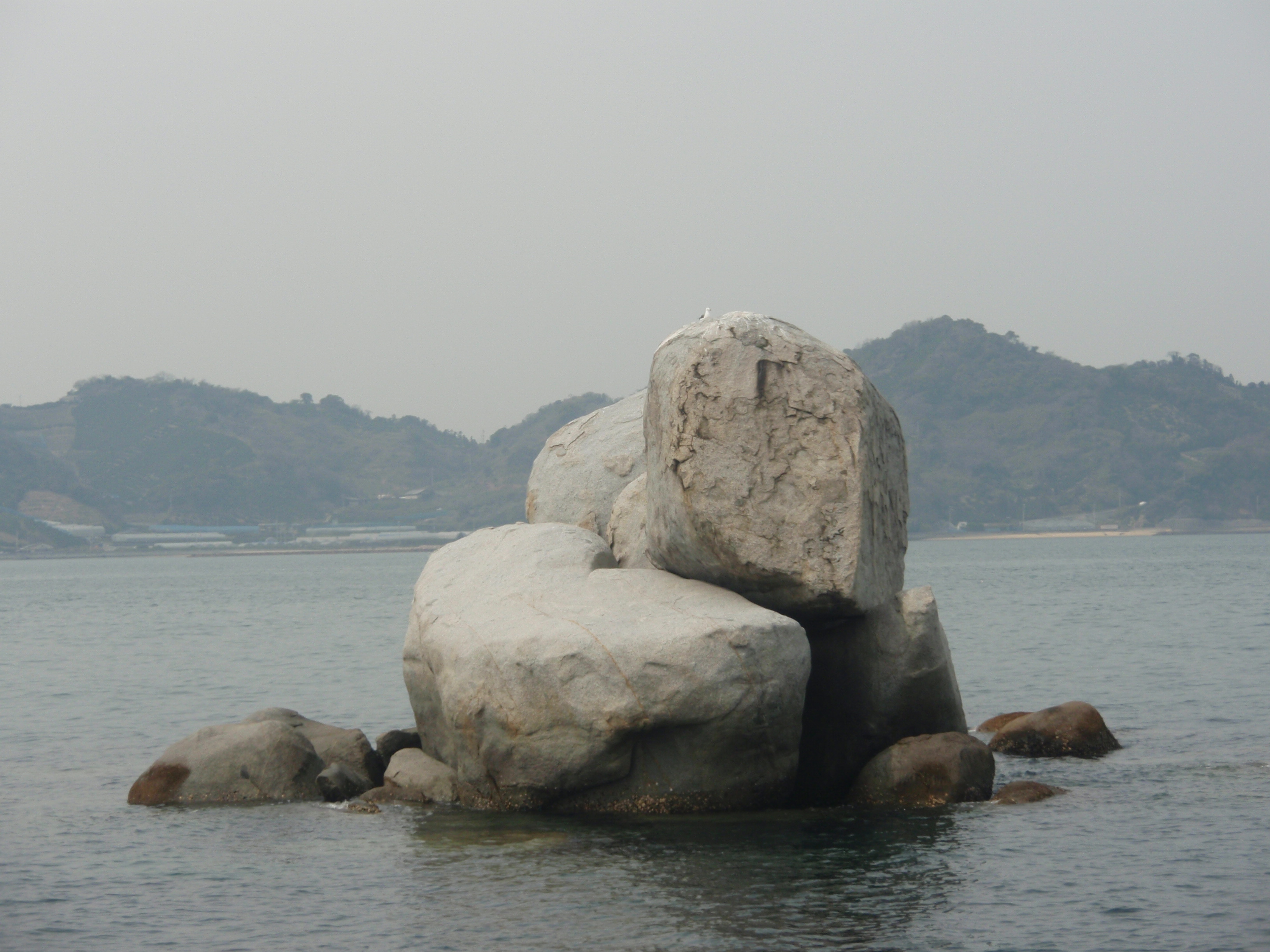
白石ノ鼻の巨石

## 概要
松山観光港の北側、西北にやや突き出した形をしており、西は高浜瀬戸にて隔てられ、興居島が控える。沖合いは松山港と広島港などとを結ぶ航路があり、カーフェリーや高速船等が行きかっている。北北東の海上には、いずれも岩礁であるが、中ノ瀬と犬ノ頭島とがある。北方遠くには北条鹿島が見える。
岬の付近は小規模な砂浜と花崗岩による岩石海岸とが連続している。瀬戸内海国立公園の区域に編入されている。背後の山腹では伊予柑等などのかんきつ類の栽培が営まれている。付近に民家等はない。
突端には龍神社があり、沖合い約40メートルの位置には海上に花崗岩の巨石が5個積み重なったところがあり、その岩のほぼ中央にすき間があり、春分・秋分の日前後の数日、夕陽が差すことが近年発見されている。地元の歴史研究家によると、古代には何らかの祭祀にかかわっていたのではないかと指摘されており、今後の調査が待たれている。
岬付近では磯釣りを楽しむ釣り客もみられる。

## アクセス・交通
岬の突端近くに県道が通過している。駐車場等の施設はないが、県道から岬突端までは海岸沿いに遊歩道がある。